# デアフリンガー級巡洋戦艦
| デアフリンガー級巡洋戦艦                        | デアフリンガー級巡洋戦艦 |
| ----------------------------------------------- | --- |
| 航行する巡洋戦艦 「リュッツオウ（SMS Lützow）」 | |
| 艦級概観                                        | |
| 艦種                                            | 巡洋戦艦 |
| 艦名                                            | 人名 |
| 前級                                            | ザイドリッツ |
| 次級                                            | マッケンゼン級 |
| 性能諸元                                        | |
| 排水量                                          | 常備：26,600トン 満載：30,820トン（デアフリンガー、リュッツォウ）、31,150トン（ヒンデンブルク） |
| 全長                                            | 210.4 m（デアフリンガー、リュッツォウ）、211.9m（ヒンデンブルク） |
| 全幅                                            | 29.0 m |
| 吃水                                            | 常備：7.9m 満載：9.6 m |
| 機関                                            | 海軍式石炭専焼水管缶14基&同重油専焼水管缶4基 +海軍式直結タービン（高速・低速）2組4軸推進 |
| 最大出力                                        | 63,000 hp （ヒンデンブルクのみ：72,000 hp） |
| 最大速力                                        | 26.5ノット（ヒンデンブルクのみ27.0ノット） 公試：25.8ノット（デアフリンガー）、26.4ノット（リュッツォウ）、26.6ノット（ヒンデンブルク） |
| 航続距離                                        | 12ノット/5,600 海里（14,600 km） （ヒンデンブルクのみ：12ノット/6,800海里） |
| 燃料                                            | 石炭：740トン（常備）、3,600トン（満載） 重油：250トン（常備）、1,000トン（満載） |
| 乗員                                            | 平時：1,112名 戦時：1,350名 |
| 兵装                                            | クルップ 30.5cm（50口径）連装砲4基 クルップ 15cm（45口径）単装砲14基（デアフリンガーのみ12基） クルップ 8.8cm（45口径）単装高角砲2基（ヒンデンブルクは4基） 60cm水中魚雷発射管単装4門                                                       |
| 装甲                                            | 舷側：300 mm（最厚部）、100mm（艦首尾部）、45mm（対水雷隔壁） 甲板：30～80mm（主甲板）、50mm（最上甲板） 主砲塔：270mm（前盾）、81mm（側盾）、109mm（天蓋）、30mm（後盾） バーベット：260mm（最厚部） 司令塔：300 mm（前盾）、109mm（天蓋） |

デアフリンガー級巡洋戦艦 (Große Kreuzer der Derfflinger-Klasse) はドイツ帝国海軍の巡洋戦艦の艦級で同型艦は3隻である。ドイツ海軍では大型巡洋艦に類別していた。

## 概要
本級はドイツ帝国海軍にて「ザイドリッツ」の拡大発展形として設計された巡洋戦艦のクラスで、建造計画は1911年度予算で2隻、1912年度予算で1隻が追加され、1912年から1913年に起工した。
その設計は全くの新設計となり、船体は平甲板型であるが、やや強いシアを採用、機関系統は重油と石炭を一緒に焚ける混焼缶を採用した。さらに本艦は、ドイツの巡洋戦艦の主砲として初めて30.5cm砲を採用した。さらに全ての主砲塔を艦の中心線上に配置したことにより、主砲塔の数は前級の巡洋戦艦より1基少ないが艦首部分と艦尾部分に2基ずつ背負式で配置し、良好な射角を得た。主砲塔1基分の軽量化により装甲厚の増加、防御区画の拡大、水密区画の増加にまわし、防御能力は早期の弩級戦艦並となった。

## 艦形
本級は、背負式砲塔配置による重心上昇を避けるため、船体形状を平甲板船体とした。前級などと比較して乾舷を下げた代わりに、艦首に顕著なシアを設けて凌波性の確保を図っている。前級までの特徴であった水面下のカット・オフ艦首はそのまま引き継がれた。
同時期のドイツ戦艦・巡洋戦艦と同様、マストは見張所程度を設けた単脚構造とし、その基部付近の艦橋上に測距儀等を配置した測的・射撃指揮所が置かれた。

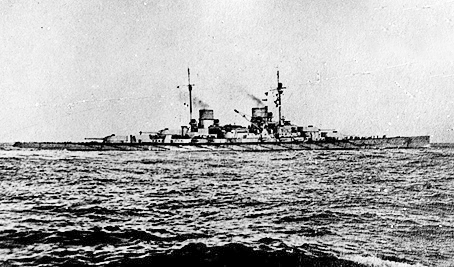
竣工当時の「リュッツォウ」。まだ主マストは単脚のままである。

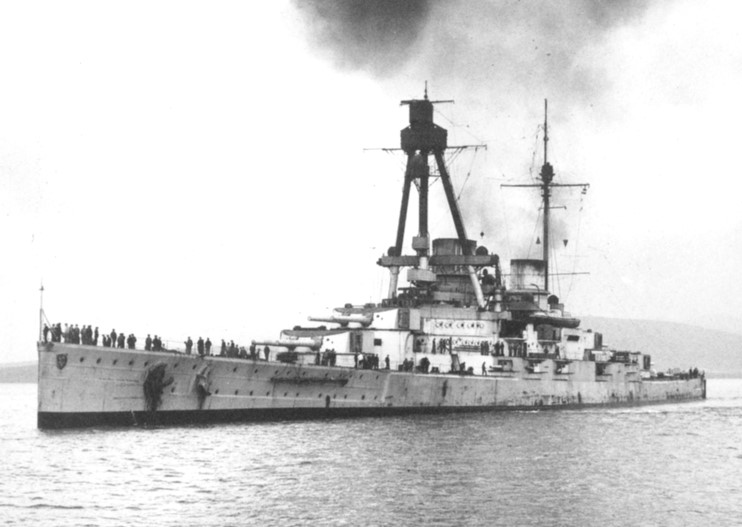
主檣を三脚檣化した「デアフリンガー」。マスト上に測距儀と射撃指揮所が新設されていた。

副砲の15cm砲は波浪の影響を受けにくい最上甲板上の側面に舷側ケースメイト配置で片舷7基ずつ計14基が配置された。なお1番艦の「デアフリンガー」のみ船体中央部に船体バランスのための減衰タンクを設けたために15cm砲が2基減少して12基となっており、外観上の識別点となっている。
ユトランド沖海戦後に遠距離砲戦に適応した改装が行われ、主砲仰角の13.5度から16度への引き上げ、単脚式の前部マストの三脚型への改装、前部マスト中段への射撃指揮所設置、射撃指揮所への6ｍ測距儀装備、主砲塔への8ｍ測距儀設置などが実施された。

## 主砲、その他備砲

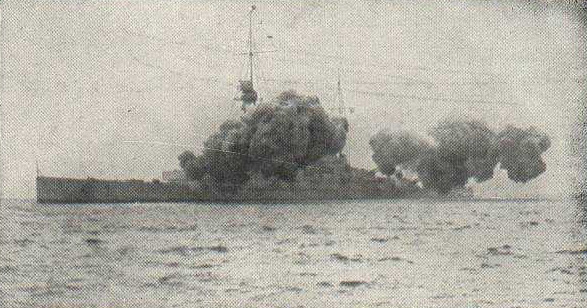
主砲射撃を行う「デアフリンガー」。

本級の主武装は1911年型 SK L/50 30.5cm（50口径）砲を採用した。その性能は405.5 kgの砲弾を、最大仰角13.5度で16,200 mまで届かせられるとされた。砲身の俯仰のみ圧式で、砲塔の旋回・砲弾の揚弾・装填は主に電力で補助に人力を必要とした。砲身の上下角度は仰角13.5度・俯角8度で旋回角度は艦首・艦尾甲板上のものは300度であったが、船体中央部のものは上部構造物に射界を制限された。発射速度は1分間に2～3発であった。なお、1914年に行われた改装で砲身の仰角を16度まで引き上げる工事が行わられて射程が20,400mまで延伸された。この改装の代償として俯角は5.5度へと低下した。
本級の副武装は1908年型 SK L/45 15cm（45口径）砲を採用した。その性能は45.3kgの砲弾を、最大仰角20度で14,900m まで届かせられた。砲身の俯仰・砲塔の旋回・砲弾の揚弾・装填は主に人力を必要とした。砲身の上下角度は仰角20度・俯角7度で左右の旋回角度は甲板上に配置したものは300度であった。発射速度は1分間に5～7発であった。
防空用に8.8cm（45口径）単装高角砲2基ないし4基を装備した。
水雷兵装として、60cm水中魚雷発射管4基を装備していた。

## 機関
本級の機関はシュルツ・ソーニクロフト式もしくは海軍型ボイラーを採用し石炭専焼水管缶14基と重油専焼缶4基にパーソンズ式直結タービンを低速型と高速型を1組として2組4軸推進の構成となっていた。出力は「デアフリンガー」と「リュッツオウ」が63,000馬力で速力26.5ノット、「ヒンデンブルク」のみ72,000馬力で速力27ノットと僅かに向上している。航続性能は「デアフリンガー」と「リュッツオウ」が14ノットで5,600海里、「ヒンデンブルク」は6,800海里であった。

## 防御

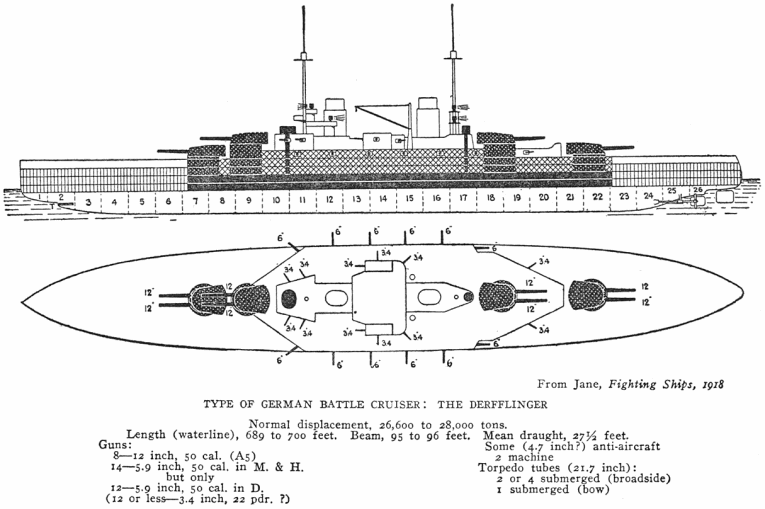
本級の武装・装甲配置を示した図。

本級の防御方式は「ザイドリッツ」から引き続き、艦体の水線部を広範囲に防御する全体防御方式を採用していた。
水線部は最厚部で300mm装甲が1番主砲塔から4番主砲塔の側面にかけて広範囲に貼られ、主砲塔の側面部から艦首・艦尾部には100mmへテーパーした。上甲板の舷側部には1番主砲塔側面から4番主砲塔側面にかけて230mmから100mm装甲が張られてた。水線部装甲から下部にかけて150mmへと薄くなった。水線下の弾薬庫と機関区の水密隔壁には45mm装甲が貼られていた。

本級の断面図。舷側装甲の防御厚が判る。

甲板防御は二層構造で上甲板は50mm、その下の主甲板は水平部は30mmで舷側装甲に接続する傾斜部が50mmであった。天蓋と舷側装甲と接続する前後の隔壁の装甲は艦首側は最大で152mm、艦尾側は最大で102mmであった。
主砲塔の前盾には270mm、側盾は81mm、天蓋は109mmの装甲が貼られた。その主砲塔のバーベット部も甲板上は270mmであった。15cm速射砲を防御するケースメイト（砲郭）部の装甲は最大で152mmで天蓋部は25mmであった。

## 艦歴
デアフリンガーは1914年に就役、1915年にドッガー・バンク海戦に参加し、大英帝国海軍第1巡洋戦艦戦隊旗艦のライオンを大破させている。1916年に就役したばかりのリュツオウと共にスカゲラック海戦に参加、クイーン・メリーとインヴィンシブルを撃沈したものの、交戦中に自艦も大口径徹甲弾を17発と副砲弾4発被弾して大破し約3,000トンも浸水した。
リュッツオウは大口径徹甲弾を24発被弾、航行能力を失い自沈した。三番艦のヒンデンブルクは建造期間を延長し、更に強固な三脚楼上に射撃指揮所を設置、最大速力も僅かに向上している。1917年に就役。第一次世界大戦敗戦後にデアフリンガーとヒンデンブルクは英国に拘留されたが、1919年にスカパ・フローで自沈した。

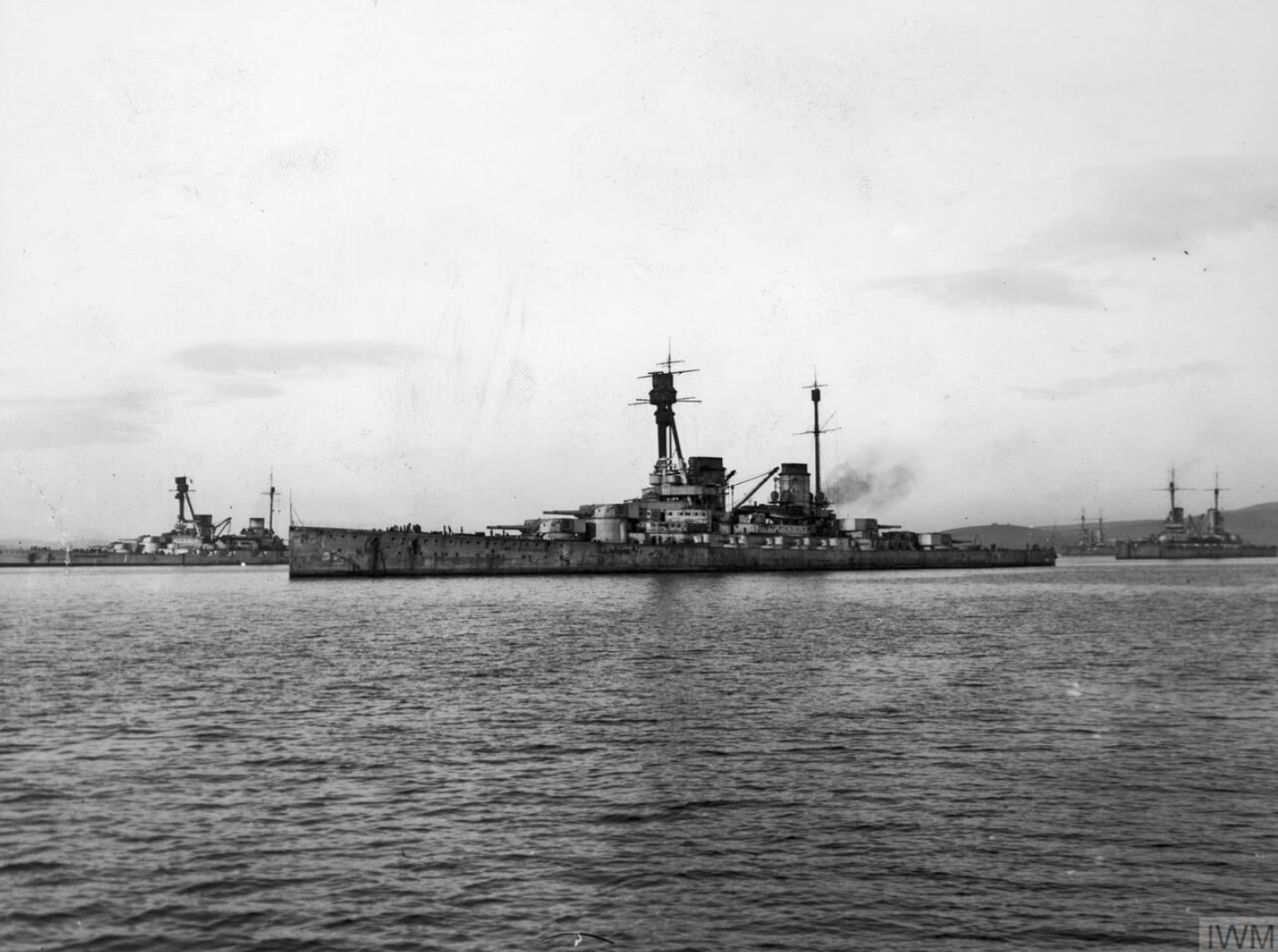
スカパ・フローにおける「ヒンデンブルク」。左側の艦は「デアフリンガー」
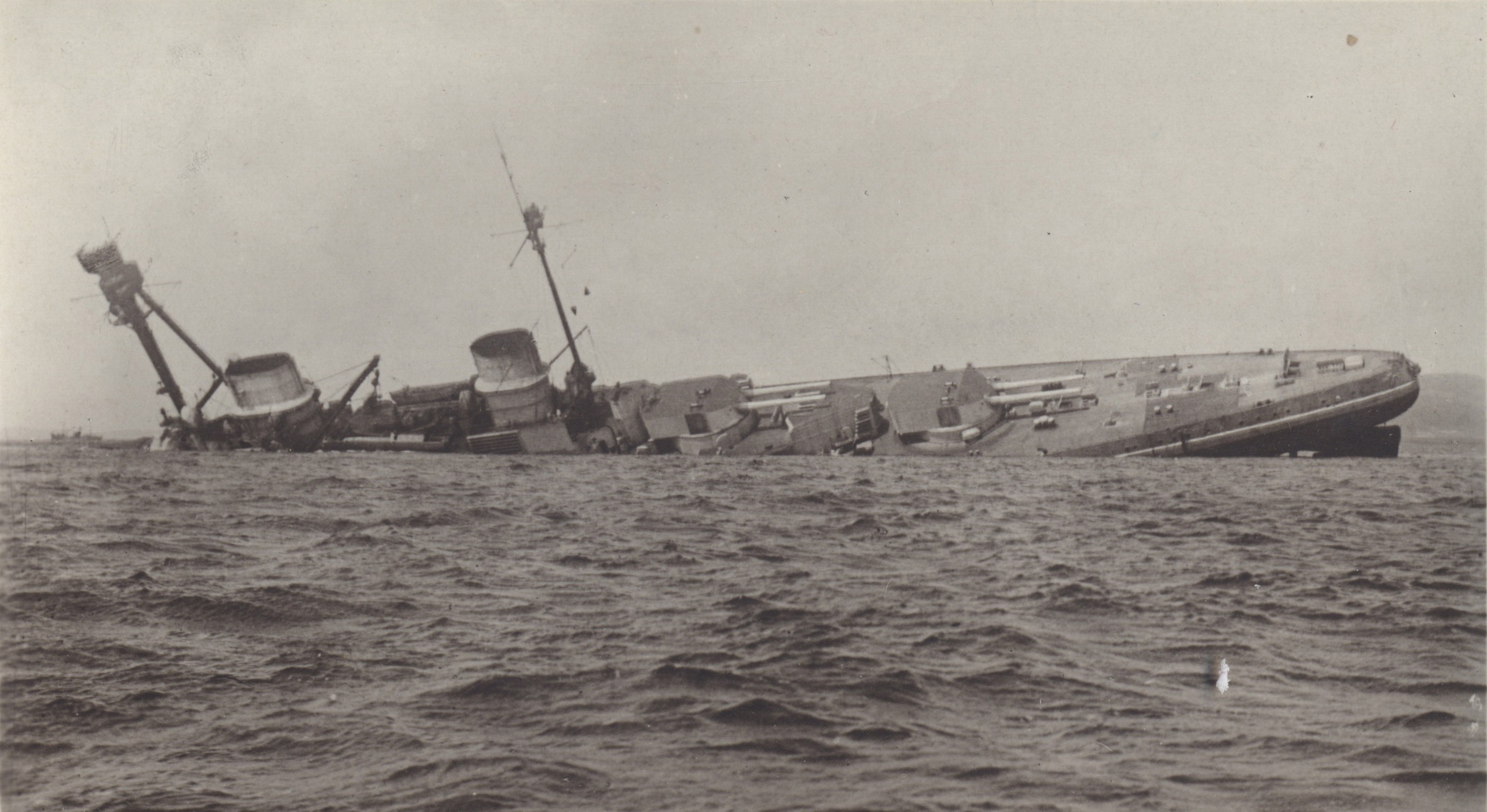
スカパ・フローで自沈した「デアフリンガー」

## 同型艦
- デアフリンガー Derfflinger
- リュッツオウ Lützow
- ヒンデンブルク Hindenburg